# Joseph Kreines
Joseph Kreines (soms ook: Joe Kreines of Joe Krienes) (Chicago, 1936) is een Amerikaanse componist, muziekpedagoog, dirigent, arrangeur en pianist.

## Levensloop
Kreines begon op zesjarige leeftijd met pianoles. Hij studeerde aan de Universiteit van Chicago in Chicago en behaalde aldaar zijn Bachelor of Music. In 1953 maakte hij als muzikant een concertreis door Europa. Hij luisterde ook naar vele concerten tijdens festivals, die door zijn orkest werden bezocht en was enthousiast van de muziek en het hoge peil van de uitvoeringen. Vanaf 1957 was hij gedurende 2 jaar dirigent van het symfonieorkest van de Universiteit van Chicago. Vervolgens studeerde hij aan de Universiteit van Zuid-Florida (USF) in Tampa en behaalde aldaar zijn Master of Music. Verder studeerde hij 3 zomers tijdens het Tanglewood Music Festival samen met Zubin Mehta, Claudio Abbado, David Zinman en Gustav Meier.
Hij werd in 1961 tweede dirigent van het Florida Symphony Orchestra in Orlando. Verder was hij in 1966 dirigent van het Brevard Symphony Orchestra in Melbourne en tweede dirigent van het Florida Orchestra in Tampa. Hij was directeur van een aantal opera- en muziektheaters in Florida. Hij geeft directiecursussen en was gastdirigent van rond 300 orkesten, harmonieorkesten (Central Florida Wind Symphony etc.) en koren in de hele Verenigde Staten. Van 2002 tot 2008 was hij artistiek directeur en chef-dirigent van het Brevard Symphony Youth Orchestra.
Hij werkte ook als pianobegeleider en -solist in talrijke recitals en festivals.
Als componist schreef hij werken voor verschillende genres en bewerkte talrijke klassieke werken voor harmonieorkest, koperensembles (Percy Aldridge Grainger: Colonial Song, Danish Folk-Music Suite, Early One Morning, Harvest Hymn, Jutish Medley, Lads of Wamphray, Mock Morris, "Six Dukes Went A-Fishin'", The Gum Sucker's March, The immovable do, or, The cyphering C; Maurice Ravel: La valse : poème chorégraphique; Sergej Prokofjev: Suite from "Romeo and Juliet" voor groot koperensemble en slagwerk) en andere kamermuziekensembles. Hij is auteur van een bekende gids voor muziek van harmonieorkesten. In 2004 werd hij bekroond met een vermelding in de Florida Bandmasters Association Hall of Fame. Hij woont in  Melbourne (Florida).

## Composities

### Werken voor orkest
- American Song-Set, voor orkest - ook in een versie voor strijkorkest
- Christmas Carol-Set, voor orkest
- Festal Flourish nr. 10 (Festival for Midwest), voor orkest
- Hanukah Suite, voor orkest
- Shenandoah, voor orkest
- Stephen Foster Song-Suite, voor orkest - ook in een versie voor strijkorkest

### Werken voor harmonieorkest
- 2005 Air and Variations, voor harmonieorkest
- 2009 American Song Settings, nr. 1 - "Billy Boy"
- 2010 American Song Settings, nr. 2 - "Skip To My Lou"
- 2011 American Song Settings, nr. 3 - "Barbara Allen"
- American Song-Set, voor harmonieorkest
- Arietta, voor harmonieorkest
- Christmas Carol-Set, voor harmonieorkest
- Festal Flourish nr. 8 (A Summer Flourish), voor harmonieorkest
- Festal Flourish nr. 9 (Festival of Winds), voor harmonieorkest
- Little Dance, voor harmonieorkest
- Shenandoah, voor harmonieorkest
- Scarborough Fair, voor harmonieorkest
- Short Suite for Band nr. 1
- Short Suite for Band nr. 2
- Short Suite for Band nr. 3
- Short Suite for Band nr. 4

### Kamermuziek
- 1988 Chorale and Toccata, voor fluitkoor
- 1996 Chorale Variations : based on Johann Sebastian Bach's "Jesu meine Freude", voor 4 trombones en tuba
- 2002 Gaelic Suite, voor fluitorkest (8 dwarsfluiten, 1-2 altfluiten, basfluit of contrabasfluit)
- Festal Flourish nr. 1, voor koperensemble en slagwerk
- Festal Flourish nr. 2, voor koperensemble en slagwerk
- Festal Flourish nr. 3, voor koperensemble
- Festal Flourish nr. 4, voor 8 trompetten
- Festal Flourish nr. 5, voor eufonium-/tubakoor
- Festal Flourish nr. 6 (Anniversary Flourish), voor koperensemble en slagwerk
- Festal Flourish nr. 7 (Flourish for ITG), voor 5 trompetten
- Festal Flourish nr. 11, voor koperensemble
- Irish Folk-Song Set, voor 3 trombones en tuba
- Short Suite nr. 5, voor saxofoonkwartet
- Stephen Foster Song-Set, voor 3 trombones en tuba
- Threnody, voor fluitkoor

### Werken voor slagwerk
- Nocturne and Scherzo, voor xylofoon of marimba
- Variations on "Es ist genug", voor marimba

## Publicaties
- Music for Concert Band : A Selective Annotated Guide to Band Literature, Tampa, Floria, Florida Music Service, 1989.
- Band Music Handbook; A Selective Guide to Band Literature, Tampa, Florida Music Service, 1971. 28 p.